# Kausativ–final
Kausativ–final (eller kausativ–finalis) är ett grammatiskt kasus som förekommer i ungerska (och tjuvasjiska) och har betydelsen 'i syfte att, på grund av att'.:93 Det detonerar priset frågat för en varukostnad:116 och bildas genom suffixet -ért i slutet av substantivet, exempelvis kenyér, ”bröd” → kenyérért, ”för bröd” och elküldtem a boltba kenyérért, ”Jag skickade honom till affären för bröd”.:115 Kasuset påverkas inte av vokalharmoni i ungerska.:111